# Giacomo Ricci
Giacomo Ricci, né le 30 mars 1985  à Milan, est un pilote automobile italien, devenu directeur d'équipe. Il est manager de l'équipe Trident Racing depuis 2014.

## Carrière automobile
- 2001 : Formule BMW ADAC, 7e
- 2002 : Championnat d'Allemagne de Formule Renault, 28e
  - Formule BMW ADAC, 18e
  - Eurocup Formule Renault, non classé
- 2003 : Formule Junior 1600 Espagne, 4e
- 2004 : World Series by Nissan, 19e
- 2005 : Formule 3000 Italie, 3e
- 2006 : Formule 3000 Italie, champion
  - Euro Formule 3000, champion
- 2007 : Champ Car Atlantic, 6e
  - Euro Formule 3000, 5e
  - Formule 3000 Italie, 7e
- 2008 : GP2 Series, 31e 4 courses
  - International GT Open et International Formula Master
- 2008/2009:  GP2 Asia Series, 27e avec Trident Racing et David Price Racing
- 2009: GP2 Series, 27e avec David Price Racing
- 2009/2010: GP2 Asia Series, 3e avec David Price Racing 1 victoire et 2 podiums.
- 2010 : GP2 Series, 13e (une victoire)
- 2011 : GP2 Final, 15e
- 2012 : Auto GP, 11e